# Copycat
För andra betydelser, se Copycat (olika betydelser).
Copycat är en kriminologisk term för brott som är imitationer av tidigare brott som någon annan (verklig eller fiktiv person) begått. För att betecknas som copycat ska den som begår copycat-brottet ha kommit i kontakt med brottet via media eller spel. Vissa medialt uppmärksammade brott leder ibland till att andra imiterar gärningsmannen och begår liknande brott själva (copycat-effekt).
Till copycat förs inte brott som någon lärt sig i till exempel hemmet genom social inlärning. Copycat-brottet kännetecknas av att brottet imiterar ett annat brott ifråga om brottstyp, orsak, val av offer och brottsteknik, och att brottslingen lärt sig brottet via media. Copycat-effekten ligger till grund för ifrågasättandet av glorifieringar av brott i film, datorspel, skönlitteratur och dagstidningar. Detta beror på farhågor om att den som begår copycaten uppfattar brottslingen som framgångsrik, och därför härmar brottet för att själv bli lika framgångsrik.
Studier i copycat-brott började på 1980-talet, men dess historia går åtminstone tillbaka till 1800-talet. Exempel brott som brukar sägas vara copycat är skolmassakrer; däribland har Columbinemassakern påståtts vara inspirerad av filmen The Matrix, och filmen Scream har likaså beskyllts för att ha framkallat copycats. Det föreligger metodologiska problem i att bevisa förekomsten av copycat, men antagandet om en dylik påverkan brukar trots detta hållas kvar. Ian Marsh och Gaynor Melville har hävdat att media använder förekomsten av copycat som maktmedel, för att sätta press på sin regering. I The News Manual, pressetiska regler som tagits fram med stöd av Unesco, handlar kapitel 38 om att rapportera om brott, där det diskuteras om avvägningar mellan att informera och att undvika copycat.
Somliga forskare har velat förtydliga att copycat-brotten inte utförs av någon som annars skulle leva laglydigt, utan att det snarast är en fråga om att brottsteknikerna imiteras. Copycat-brottslingar är som regel redan kriminellt belastade. Huruvida media frammanar brottslighet genom copycat-effekten är dock ett kontroversiellt ämne, där olika forskare har olika ståndpunkter. En del brottslingar uppger själva att de handlat under påverkan av film, datorspel och tidningar; bland unga gärningsmän till grova våldsbrott i Florida uppger 25 % att deras brott varit copycat.